# Brokig mullvadslöpare
Brokig mullvadslöpare (Clivina collaris) är en skalbaggsart som beskrevs av Herbst. Brokig mullvadslöpare ingår i släktet Clivina och familjen jordlöpare. Enligt den svenska rödlistan är arten starkt hotad i Sverige. Arten förekommer i Götaland. Arten har tidigare förekommit i Svealand men är numera lokalt utdöd. Artens livsmiljö är havsstränder, våtmarker, stadsmiljö. Inga underarter finns listade i Catalogue of Life.